# David Jones (futbolista nacido en 1940)
David Jones (Cheshire, 9 de abril de 1940 - Ibídem, 12 de diciembre de 2013) fue un jugador de fútbol profesional inglés que jugaba en la demarcación de delantero.

## Biografía
David Jones debutó como futbolista profesional en 1956 a los 16 años de edad con el Crewe Alexandra FC. Jugó sólo durante una temporada en el club, tiempo que le bastó para conseguir ser el futbolista más joven del club en marcar un gol. En 1957 fichó por el Birmingham City FC para las dos próximas temporadas. Tras acabar su contrato, el Millwall FC se hizo con sus servicios para las seis temporadas siguientes. En 1962 consiguió con el equipo la Football League Two. En 1964 se fue a Sudáfrica para jugar en el Rangers FC y en el Durban City FC, club en el que se retiró como futbolista profesional en 1970 a los 30 años de edad.
David Jones falleció el 12 de diciembre de 2013 en Cheshire a los 73 años de edad.

## Clubes
| Club               | País       | Año       | Partidos | Goles |
| ------------------ | ---------- | --------- | -------- | ----- |
| Crewe Alexandra FC | Inglaterra | 1956-1957 | 10       | 1     |
| Birmingham City FC | Inglaterra | 1957-1959 | 9        | 0     |
| Millwall FC        | Inglaterra | 1959-1964 | 179      | 75    |
| Rangers FC         | Sudáfrica  | 1964-1970 | ¿?       | ¿?    |
| Durban City FC     | Sudáfrica  | 1970      | ¿?       | ¿?    |

## Palmarés
Millwall FC
- Football League Two: 1962